# Gare de Varilhes
La gare de Varilhes est une gare ferroviaire française de la ligne de Portet-Saint-Simon à Puigcerda (frontière), située sur le territoire de la commune de Varilhes, dans le département de l'Ariège, en région Occitanie.
Elle est mise en service en 1862 par la Compagnie des chemins de fer du Midi et du Canal latéral à la Garonne. C'est une gare de la Société nationale des chemins de fer français (SNCF) desservie, par des trains régionaux TER Occitanie.

## Situation ferroviaire
Établie à 339 m d'altitude, la gare de Varilhes est située au point kilométrique (PK) 73,492 de la ligne de Portet-Saint-Simon à Puigcerda (frontière), entre les gares de Pamiers et de Saint-Jean-de-Verges.
La gare dépend de la région ferroviaire de Toulouse. Elle est équipée de deux quais : le quai 1 dispose d'une longueur utile de 230 m pour la voie 1, le quai 2 d'une longueur utile de 120 m pour la voie 2. La voie 2 a été supprimée, seule le quai 1 est en service commercial.

## Histoire
La station de Varilhes est mise en service le 7 avril 1862 par la Compagnie des chemins de fer du Midi et du Canal latéral à la Garonne lorsqu'elle ouvre la section de Pamiers à Foix. La station est édifiée, à 74 kilomètres de Toulouse, à proximité de la ville de ce chef-lieu de canton qui compte 2 006 habitants.
En 2014, selon les estimations de la SNCF, la fréquentation annuelle de la gare était de 50 328 voyageurs.

## Fréquentation
De 2015 à 2023, selon les estimations de la SNCF, la fréquentation annuelle de la gare s'élève aux nombres indiqués dans le tableau ci-dessous:
| Année           | 2015   | 2016   | 2017   | 2018   | 2019   | 2020   | 2021   | 2022   | 2023   |
| --------------- | ------ | ------ | ------ | ------ | ------ | ------ | ------ | ------ | ------ |
| Voyageurs seuls | 50 304 | 45 531 | 43 364 | 33 531 | 44 325 | 22 937 | 37 204 | 54 551 | 57 877 |

## Service des voyageurs

### Accueil
Gare SNCF, elle dispose d'un bâtiment voyageurs. Son guichet a été fermé définitivement en juillet 2016. Une salle d’attente est ouverte de 6h à 22h. A l’exterieur, elle est équipée d'automates pour l'achat de titres de transport.

### Desserte
Varilhes est desservie par des trains TER Occitanie qui effectuent des missions entre les gares de Toulouse-Matabiau et de Foix ou d'Ax-les-Thermes.

### Intermodalité
Un parking pour les véhicules est aménagé. La gare est desservie par la ligne 453 du réseau liO, la reliant à Pamiers, Foix ou Tarascon-sur-Ariège.